# 야마모토 슌스케
야마모토 슌스케(일본어: 山本 駿亮, 1999년 3월 24일~)는 일본의 축구 선수이다.

## 구단 경력
그는 2021년 J3리그의 가고시마 유나이티드 FC에 입단했다. 2023년까지 68경기에 출전하여, 7득점을 넣었다. 2023년 J3리그 준우승으로 J2리그로 승격했다. 2024년 J2리그의 레노파 야마구치 FC로 이적했다.